# Novosofiivka, Hola Prîstan
Novosofiivka (în ucraineană Новософіївка) este localitatea de reședință a comunei Novosofiivka din raionul Hola Prîstan, regiunea Herson, Ucraina.

## Demografie
Componența lingvistică a localității Novosofiivka
     Ucraineană (63,49%)
     Rusă (35,04%)
     Alte limbi (0,16%)
Conform recensământului din 2001, majoritatea populației localității Novosofiivka era vorbitoare de ucraineană (63,49%), existând în minoritate și vorbitori de rusă (35,04%) și armeană (1,06%).